# Geleen- en Molenbeek
Het waterschap Geleen- en Molenbeek met zijtakken (kortweg Geleen- en Molenbeek) was een waterschap in de Nederlandse provincie Limburg. Het lag in het noordelijk deel van Zuid-Limburg op delen van het grondgebied van onder andere de in 2013 bestaande gemeentes Echt-Susteren, Sittard-Geleen, Beek, Schinnen, Nuth, Onderbanken, Kerkrade, Landgraaf, Brunssum, Heerlen en Voerendaal. Het waterschap lag in het gebied van en is vernoemd naar de beken Geleenbeek en Molenbeek.

## Geschiedenis
In 1931 is het waterschap opgericht.
Op 15 augustus 1941 verkocht men de stuwrechten bij watermolen De Broekmolen aan waterschap Geleen- en Molenbeek. Daarna werden de waterlopen die voor de watervoorziening zorgden gedempt.
Kort na de Tweede Wereldoorlog kocht het waterschap het waterrecht van de Danikermolen en legde men de molen stil.
In 1965 werden de waterrechten van de Sint Jansmolen afgekocht door waterschap Geleen- en Molenbeek, dat daarna de Geleenbeek liet verleggen.
In 1980 is het waterschap gefuseerd met waterschap Vlootbeek tot het waterschap Geleen- en Vlootbeek.